# Kieszonka krtaniowa
Kieszonka krtaniowa (łac. ventriculus laryngis) – przestrzeń między fałdami przedsionkowymi  a fałdami głosowymi. U człowieka stanowi część jamy pośredniej krtani – jednej z trzech części, na jakie fałdy wytwarzane przez błonę śluzową krtań dzielą jamę krtani. Spośród wszystkich zwierząt gospodarskich tylko przeżuwacze nie mają kieszonki krtaniowej.